# Assembleia Nacional da Bulgária
A Assembleia Nacional da República da Bulgária (Народното събрание на Република България) é a sede do poder legislativo da Bulgária, o parlamento foi criado em 1979 pela Constituição de Tarnovo, é no formato unicameral e contém atualmente 240 membros eleitos em 32 círculos eleitorais para mandatos de 4 anos por representação proporcional.

## Grupos parlamentares
| Partido | Partido                               | Ideologia            | Espectro        | Mandatos |
| ------- | ------------------------------------- | -------------------- | --------------- | -------- |
|         | GERB                                  | Conservadorismo      | Centro-direita  | 95 / 240 |
|         | Partido Socialista Búlgaro            | Social-democracia    | Centro-esquerda | 70 / 240 |
|         | Movimento pelos Direitos e Liberdades | Liberalismo          | Centro          | 25 / 240 |
|         | Patriotas Unidos                      | Nacionalismo búlgaro | Direita         | 21 / 240 |
|         | Volya                                 | Populismo de direita | Direita         | 12 / 240 |
|         | Independentes                         | -                    | -               | 17 / 240 |